# Aradus tuberculifer
Aradus tuberculifer är en insektsart som beskrevs av Kirby 1837. Aradus tuberculifer ingår i släktet Aradus och familjen barkskinnbaggar. Inga underarter finns listade i Catalogue of Life.